# GLaDOS
GLaDOS (в русской локализации — ГЛаДОС, иногда транскрибируется как ГЛэДОС) — персонаж компьютерных игр Portal и Portal 2, действие которых разворачивается в игровой вселенной Half-Life. GLaDOS представляет собой суперкомпьютер с искусственным интеллектом и самосознанием, который был разработан корпорацией Aperture Science для Лаборатории исследования природы порталов, но вышел из-под контроля и захватил Лабораторию.
Само название GLaDOS расшифровывается как «Genetic Lifeform and Disk Operating System» — Генетическая форма жизни и дисковая операционная система. GLaDOS позиционируется как персонаж женского пола, поскольку говорит женским голосом и озвучивается оперной певицей Эллен Маклейн.
В Portal GLaDOS является как врагом игрока, так и его проводником по Центру развития при Лаборатории исследования природы порталов. Она наблюдает и контролирует прохождение игроком испытаний, даёт указания по использованию портальной пушки и других объектов Лаборатории, а иногда изрекает зловещие советы и предостережения. На протяжении всей игры игрока сопровождает голос GLaDOS, но до самого конца неизвестно, кем или чем является GLaDOS и какую роль она играет в Aperture Science.

## История создания GLaDOS
Согласно сюжету вселенной Half-Life, в 1986 году, когда в Лаборатории исследования природы порталов продвигалась разработка мгновенных перемещений в пространстве, названная проектом «Портал», руководству Aperture Science стало известно, что над подобными технологиями работает исследовательский центр «Чёрная Меза». С целью обойти конкурента, Aperture Science принялась за создание мощного суперкомпьютера с искусственным интеллектом, который должен был стать разумным ассистентом в их исследованиях.
В 1996 году, спустя десять лет, часть GLaDOS — Дисковая Операционная Система — была доведена до более или менее функционального состояния и учёные Aperture Science приступили к созданию Генетической Формы Жизни. Запуск GLaDOS состоялся в первом десятилетии XXI века (в 2001 году, незадолго до инцидента в Чёрной Мезе) в рамках первого проводимого в Лаборатории мероприятия «Приведи дочку на работу». Активированная GLaDOS обрела самосознание, но почти сразу же вышла из-под контроля; взяв управление над всей Лабораторией, GLaDOS заперла в ней персонал Aperture Science и подвергла его циклу испытаний с порталами, с той же целью, для которой она и создавалась — обойти исследовательский центр «Чёрная Меза». Когда спустя несколько дней в Чёрной Мезе в результате инцидента произошло открытие межпространственного разлома, конкуренция Aperture Science с ней оказалась теоретически проигранной.
В какой-то момент GLaDOS распылила по Лаборатории смертельные нейротоксины и уничтожила почти весь персонал. Лишь кому-то из выживших удалось установить на суперкомпьютер специальный модуль морали — модуль с набором моральных принципов, смягчающих агрессию GLaDOS.

## Характеристики

### Внешнее строение
Зал, где установлена GLaDOS, в свою очередь, располагается в огромном уходящем вверх помещении Лаборатории со множеством мостиков. Вход в зал GLaDOS перекрыт полем антиэкспроприации, уничтожающем вносимые туда посторонние предметы (как показала игра, портальная пушка к таковым не относится). Перед входом на столе с компьютером установлен красный телефон с дисковым номеронабирателем и эмблемой Aperture Science. Этот телефон предназначался для дежурного, который должен был поднять тревогу в случае выхода GLaDOS из-под контроля во время её разработки, но никто так и не успел им воспользоваться.
Зал GLaDOS представляет собой просторное, тускло освещённое восьмиугольное помещение. В нём имеется расположенный с неизвестной целью экстренный уничтожитель разумных особей (подобие мусоросжигательной печи, которое в игре почему-то называется доменной печью, в котором игрок в Portal уничтожает Куб-компаньон) и небольшой бункер, где установлена кнопка, открывающая уничтожитель.
Сама GLaDOS находится посередине. Изрядная её часть выглядит как большая конструкция цилиндрической формы, которая опускается с теряющегося за полем зрения потолка. Из цилиндра к внешним стенам проходит множество труб — по-видимому, являющихся каналами связи, через которые суперкомпьютер управляет Лабораторией, а также это трубопроводы системы охлаждения, по которым может подаваться вода для охлаждения электронных компонентов или встроенных кондиционеров; в светящиеся щели на стенах также ведут различные провода. Внизу этот цилиндрический блок оканчивается четырьмя вращающимися с разной скоростью дисками, на которых видны логотипы «GLaDOS» и «Aperture Laboratories»; диаметр каждого из дисков меньше предыдущего. В официальном руководстве к Portal сказано, что эти диски «представляют каждый аспект» модулей персональности GLaDOS, но точное их назначение не указано. Прямо под дисками расположена прозрачная платформа для обслуживания, однако, в зале не наблюдается никаких прямых путей, чтобы подниматься туда.
Из самого низа, окружённого четырьмя большими мониторами, на которых быстро мелькают различные фотографии (возможно, показывающие то, о чём компьютер думает), выходит «тело» GLaDOS, которое и изображает компьютер как персонажа. Оно выглядит как конструкция со множеством проводов и открытых схем, частично закрытых белыми панелями; на её корпусе крепятся четыре модуля персональности — главных модуля GLaDOS. Конструкция заканчивается «головой» с жёлтым объективом. Под GLaDOS возведён специальный помост с лестницей — для обслуживания её функциональной части. Но сама GLaDOS, а если быть точнее, её мозг, находится под крутящимися дисками, и представляет собой огромный шар, состоящий из переплетения проводов и микросхем (который очень похож на GLaDOS в одном из ранних концепт-артов). Это можно заметить, пока она будет взрываться, если стоять около входа в бункер.

### Модули персональности
Модули GLaDOS, называемые модулями персональности (англ. Personality Core), являются одним из важнейших её компонентов — как было показано в Portal, уничтожив все модули, игрок доводит компьютер до разрушения, а вместе с ним и изрядную часть Лаборатории. Но эти компоненты не являются обязательными — в Portal 2 GLaDOS полностью работоспособна без дополнительных модулей. Вероятно, урон суперкомпьютеру наносит не только отключение, но и подключение неисправных модулей — в финальной битве Portal 2 игрок пользуется этим. Несмотря на то, что модули являются элементами GLaDOS, в неподключенном виде (когда связь с суперкомпьютером поддерживается на расстоянии) они проявляют себя как отдельные личности; их характер и поведение связаны с тем, для чего был создан конкретный модуль.
Модули персональности выглядят как шары примерно одного метра в диаметре, с разного цвета объективами, помещённые в соответствующие по форме ячейки с контактом для соединения с GLaDOS. Эти модули не могут подключаться к контактным рельсам и специальным панелям управления, но это могут полноценные модули. Замена основного модуля на дополнительный технически возможна. Основной модуль GLaDOS также может работать без подключения к «телу», но при этом теряет способность к управлению лабораторией. Из модуля персональности можно извлечь базовую часть — она очень мала и не имеет встроенного источника питания, но оборудована камерой, микрофоном, динамиком и контактом для подключения к панелям управления.
В Portal у GLaDOS имелось, не считая основного, четыре модуля персональности:
 Модуль морали (англ. Morality Core) — модуль, содержащий в себе набор моральных принципов. Он был установлен на GLaDOS, после того, как та распылила в Лаборатории нейротоксины, убив почти весь персонал Aperture Science. Лишившись этого модуля в Portal, GLaDOS стала не только открыто жестокой, но и более «живой»: после уничтожения модуля её компьютерный голос стал томным и глубоким, больше похожим на человеческий.
 Модуль любопытства (англ. Curiosity Core) — отсоединённый от GLaDOS, модуль принимается вести себя под стать названию: шар с интересом озирается по сторонам и без конца задаёт вопросы вроде «Что это?» «А это что?» «Ой, что это?» и т. п.
 Модуль интеллекта (англ. Intelligence Core) — якобы отвечающий за ум, этот модуль при отсоединённом состоянии безэмоциональным механическим голосом вещает длинный рецепт торта. Причём помимо обычных ингредиентов для него этот модуль включает в список такие нелепые компоненты, как «этилбензоловые рыбки», «нескважинный электромагнитный ревень», «садистский электрический иглоукалыватель», «страничка о том, как убить кого-то голыми руками», «органические соединения в форме рыбок и осадочные породы в форме осадочных пород» и множество других несъедобных, невозможных, нематериальных и логически абсурдных вещей.
 Модуль эмоций (англ. Emotion Core) — модуль, также называемый сферой гнева (англ. The Anger Sphere), который бешено вертится в своей ячейке и постоянно издаёт злобное рычание.
В конце Portal, когда игрок уничтожил GLaDOS, было показано складское помещение Лаборатории, где на полках покоилось по меньшей мере сотня других модулей персональности, которые один за другим стали активироваться (у них загорались жёлтые объективы). В Portal 2 окажется, что впоследствии эти модули перебирались из нижних уровней в верхние, используя для передвижения специальные рельсы, и стали новыми хозяевами Лаборатории. В этой игре встречаются следующие модули персональности:
 Уитли (англ. Wheatley) — застенчивый и одновременно болтливый модуль. Его сконструировали для того, чтобы понизить интеллект GLaDOS, не наградив особым умом. Впоследствии он присматривал за людьми, которые находятся в консервации. Он решает помочь главной героине Челл выбраться из Лаборатории порталов в надежде на ответную помощь в требующемся ему усовершенствовании. Уитли кажется мирным модулем до тех пор, пока не получает полный контроль над лабораторией и, в итоге, обвинив протагонистку в предательстве, сам становится опасным противником, которого в конце концов удаётся победить. GLaDOS назвала его модулем смягчения интеллекта.
 Модуль космоса (англ. Space Core) был создан для накопления знаний о Вселенной, но вместо этого помешался на космосе. Постоянно говорит «Космос! Космос! Космос такой большой, надо посмотреть всё!» и т. п. В финале игры его мечты о космосе сбываются — он попадает туда вместе с Уитли.
 Модуль приключений (англ. Adventure Core), называющий себя Риком, обращается к главной героине «Красавица!» и предлагает разобраться с ситуацией, попутно поздравляя её с «Днём взрыва».
 Модуль фактов (англ. Fact Core) озвучивает «факты» из науки и истории, иногда говоря про героиню: «Из-за тебя мы все умрём», и добавляя свои комментарии: «… Шрёдингер придумал этот парадокс, чтобы оправдать убийство котов». Также выражает своё мнение о модулях — «Модуль приключений — хвастун и трус!», «Модуль космоса никогда не полетит в космос!», а о себе говорит более положительно: «Модуль фактов — самый красивый!», «Модуль фактов — самый умный!». При этом практически всё, что он говорит, очевидным образом ложно, что позволяет догадаться о том, что и судьбу Модуля космоса он предсказывает неверно.
Модули любопытства и интеллекта, так же как и GLaDOS, были озвучены Эллен Маклейн, а за эмоциональный модуль рычал вокалист Майк Паттон, который известен такими нестандартными голосовыми формами и в собственном творчестве. В русской версии Portal 2 ГЛаДОС и турели озвучила Елена Харитонова.
Уитли озвучивал Стивен Мерчант, а в русской версии — Константин Карасик. Модули космоса, приключений и фактов озвучивал Нолан Норт, а в русской версии — Юрий Ленин (модуль космоса), Михаил Георгиу (модуль приключений) и Виталий Петров (модуль фактов).

### Характер
Характер, манера речи и фразы GLaDOS являются основной долей чёрного юмора в Portal. В общении с игроком GLaDOS может как давать советы и замечания по ходу испытаний, так и давать мрачные предзнаменования на их счёт, а также заявлять, что тот не сможет их пройти; её фразы зачастую циничны и предполагают явное пренебрежительное отношение к испытуемому. GLaDOS говорит подчёркнуто компьютерным голосом, а её реплики, как следствие, выглядят логически верными, но выстроенными забавным для человека образом («Благодарим за помощь в помощи нам помогать всем вам»). Часто у GLaDOS бывают неполадки с голосом — меняется тональность, язык, пропадают куски её фраз, замещаясь помехами и статическим шипением. Неизвестно, является ли это действительно техническими неполадками, или же шутками компьютера и её попытками скрыть какие-то детали.
Похоже, что GLaDOS считает смыслом своего существования способствовать развитию науки и использовала запертых в Лаборатории испытуемых, спокойно при этом обрекая их на гибель во время испытаний. В Portal она обещает игроку по прошествии всех тестовых камер грандиозную вечеринку, но в конце устраивает ему сожжение в огне, как ни в чём не бывало комментируя:
Все приборы Лаборатории порталов выдерживают температуру до четырёх тысяч градусов по Кельвину. Будьте спокойны, оборудование не выйдет из строя и не причинит вам вреда до того, как вы торжественно обратитесь в пепел. Благодарим вас за участие в экспериментальной компьютеризированной программе обогащения опытом. Прощайте.
Когда игрок находит её, GLaDOS нисколько не признаёт своей вины, а, наоборот, говорит, что он «разбил ей сердце», всячески оправдывает себя («Это не храбрость, это убийство. Что я тебе сделала?», «Я тебе хоть раз лгала? Я имею в виду, в этом зале») и высказывает оскорбления и насмешки в адрес игрока, одновременно пытаясь его убить. По словам озвучивающей её Эллен Маклейн, GLaDOS — это «маленький пассивно-агрессивный компьютер, очень одинокий, которого все встреченные люди пытаются убить. Ещё бы ей не расстраиваться!».
У GLaDOS есть какая-то маниакальная любовь к тортам. На протяжении всей игры она упоминает о торте, как о награде в конце испытаний, а на мониторах в её зале непрерывно мелькают многочисленные изображения с этими кондитерскими изделиями. На протяжении тестов, в камере № 18 она говорит, удалив несколько слов из какой-то фразы: «Экспериментальный центр напоминает вам, что … вы … торт». В Portal игрок может найти послания на стенах «Тортик — ложь», оставленные Дагом Ратманом как предупреждение о том, что GLaDOS обманывает их. Но несмотря на это, в конце игры выяснилось, что упоминаемый компьютером торт действительно существовал: он был показан в финальной заставке, находившийся в складском помещении вместе с модулями персональности; после опускается механическая рука и гасит свечку на торте. В Portal 2 GLaDOS больше не упоминает торт, но в конце главы «Побег» использует его как наивную «приманку» — на фальшивой двери написано «Аварийное отключение GLaDOS и выдача торта».
«Характер GLaDOS» как таковой является не её свойством, а скорее её состоянием, поскольку зависит от её чисто технического состава на тот момент.
- Базовый модуль. Нейтрально-циничен, не склонен к насилию, высоко ценит главную героиню, но предпочитает работать с роботами как с более управляемыми объектами.
- «Кэролайн». Является частью базового модуля до самого конца Portal 2. Добавляет капризности, эгоизма и «визитную карточку» GLaDOS — бесконечное самооправдание.
- Модули Интеллекта, Любопытства, Морали и Эмоций, описанные выше. Вместе делают GLaDOS тем циничным лукавящим монстром, который, по сути, и определяет атмосферу первого Portal.
- Прочие модули персональности. Целый склад, но потенциального влияния их на характер не показывают.

## Личность
Кейв Джонсон, в одной из своих записей сказал(интерпретация):
"Когда я умру от яда лунных камней я хочу чтобы моё сознание поместили в компьютер. Если вы не успеете тогда пусть директором станет Кэролайн. Не знаю. засуньте её сознание в компьютер." (3-яя асбестовая сфера, испытание с белым, "портальным" гелем)
Также когда Челл телепортируется на пневностанцию "GAMMA" GLaDOS говорит (интерпретация) :
"Кэролайн кто это? Я кажется её знаю..."
То есть GLaDOS - это и есть Кэролайн.

## Устройства GLaDOS
GLaDOS держит под контролем большую часть Лаборатории исследования природы порталов. Несмотря на то, что на момент Portal Лаборатория давно пустует и, судя по всему, в ней отсутствует обслуживающий персонал, именно благодаря компьютеру она до сих пор функционирует. В частности, непрерывно работает и обслуживается Центр развития, где проводятся испытания с переносным устройством создания порталов.
Камеры слежения GLaDOS, установленные на стенах в Центре развития, позволяют ей отслеживать практически все передвижения испытуемых — поэтому она просит игрока не уничтожать камеры, «в целях соблюдения безопасности». По всему Центру проведена система, с помощью которой GLaDOS может сопровождать своим голосом игрока. Также во время игры можно найти радиоприёмники, в которых играет инструментальная версия песни «Still Alive». Возможно, GLaDOS имеет возможность посылать радиосигнал внутри Центра. В Portal за пределами Центра, где располагаются офисы Aperture Science и индустриальные помещения, на стенах тоже можно встретить устройства слежения GLaDOS, через которые она пытается уговорить совершившего побег игрока прекратить бунт.
В Portal можно встретить четыре типа боевых устройств, доступных управлению GLaDOS: автоматические турели, ракетные часовые, распылители нейротоксинов и панели с шипами.

### Распылители нейротоксинa
С помощью распылителей смертельного нейротоксина GLaDOS практически уничтожила персонал Лаборатории исследования природы порталов, в связи с чем ей установили модуль с набором моральных принципов, чтобы блокировать эту возможность. Когда игрок в Portal уничтожает модуль, GLaDOS вновь получает возможность использовать нейротоксины, наводняя ими свой зал с помощью системы распыления. Впоследствии токсины убивают игрока за пять минут, если он не успевает покончить с GLaDOS вовремя.

### Система пожаротушения
Скорее всего, у GLaDOS также была система пожаротушения, с помощью которой она могла тушить пожары, распыляя воду из колец с помощью специальных распылителей — во время битвы с Уитли, происходит возгорание одного из отсеков, которое было сразу же потушено.

## Роль в играх

### Portal
С самого начала Portal GLaDOS представляет Центр развития при Лаборатории исследования природы порталов и направляет главную героиню игры, подопытную Челл, из её камеры отдыха через все испытания с переносным устройством создания порталов. Вскоре становится очевидным, что, несмотря на её вежливый и ровный тон компьютера, GLaDOS не особенно беспокоит судьба Челл и такие вещи как, например, смерть испытуемой в кислоте. В Тестовой камере 16 GLaDOS сообщает о недоступности следующего испытания «из-за плановой проверки», в результате чего заменяет его на полосу препятствий для солдат-андроидов, наполненную смертоносными турелями. В этой же камере Челл находит секретную комнату, где нет камер слежения GLaDOS и в которой, очевидно, побывал тот, кто проходил испытания Лаборатории раньше. Наличие этой потайной комнаты может натолкнуть игрока на мысль, что никакой плановой проверки не было, и GLaDOS просто солгала. В конце испытания она называет Челл «андроидом», делая вид, что она запрограммирована на то, чтобы сказать эту фразу роботу по окончании теста.
В конце испытаний становится ясно, что GLaDOS никогда не намеревалась дать Челл покинуть Центр развития живой и воспламеняет кислотную массу на полу, чтобы сжечь девушку. Когда Челл удаётся спастись и совершить побег при помощи портальной пушки, голос GLaDOS теряет былое спокойствие, поскольку она не ожидала такого поворота событий. Во время путешествия Челл вне программы испытаний по заброшенным офисам и техническим зонам Aperture Science, GLaDOS требует от неё придерживаться правил и вернуться обратно, пытается вежливо или с хитростью остановить беглянку, обещая ей вечеринку с тортом, а после уже грозится убить подопытную.
В конце игры Челл добирается прямо до зала, где установлена GLaDOS. Не успев устроить девушке некий «сюрприз» (который, скорее всего, ничем хорошим для неё бы не обернулся), GLaDOS внезапно теряет один из своих модулей — модуль морали. Не зная или делая вид, что не знает, чем является это устройство, компьютер предостерегает Челл оставить его в покое, однако девушка спускает модуль в экстренный уничтожитель разумных особей. Лишившись набора моральных принципов, GLaDOS получает возможность активировать распылители нейротоксинов, чтобы убить Челл.
Воспользовавшись порталами, Челл перенаправляет ракеты появившегося в зале ракетного часового прямо в GLaDOS и поочерёдно уничтожает три других оставшихся у неё модуля. Это приводит GLaDOS и всю Лабораторию к разрушению. Челл мощной силой уносит на поверхность вместе с частями уничтоженной GLaDOS.

### Portal 2
А, это ты… Давно не виделись. Как дела? Я была так занята, пока была мертва. Ну, после того, как ты убила меня. Ладно, слушай, мы обе наговорили много такого, о чем ты ещё пожалеешь. Но сейчас мы должны забыть все наши разногласия. Ради науки. Ты чудовище. Раз ты так много сделала, чтобы разбудить меня, значит ты очень, очень любишь испытания. Я тоже их люблю. Но сначала нужно уладить одну мелочь.GLaDOS при новой встрече с Челл в Portal 2.
Долгое время Лаборатория исследования природы порталов пребывала в запустении и о GLaDOS ничего не было слышно. Очнувшуюся из состояния анабиоза Челл встречает один из многочисленных модулей персональности по имени Уитли, который соглашается проводить её к спасательной капсуле. В результате они попадают в комнату управления, где, пытаясь подать питание на спасательную капсулу, Уитли случайно включает GLaDOS. Однако последняя не спешит мстить Челл; вместо этого она возобновляет испытания с портальной пушкой и одновременно с этим принимается за восстановление разрушенной Лаборатории.
Через некоторое время Уитли удаётся помочь подруге совершить побег. Они решают уничтожить GLaDOS и следуют в цех по производству боевых турелей, где заменяют рабочий образец бракованным, чем провоцируют производство только бракованных изделий. Затем напарники уничтожают запасы нейротоксина, чтобы лишить GLaDOS и этого оружия. Вскоре Челл и Уитли разделяются, и девушка попадает в ловушку, устроенную GLaDOS. Пытаясь убить беглянку, GLaDOS сначала активирует роботов, но, видя, что они бесполезны, пытается выпустить нейротоксин, но также неудачно. Это даёт время друзьям заменить личностный модуль суперкомпьютера на Уитли.
Став почти всесильным, Уитли сначала намеревается отпустить Челл (как и обещал), но затем резко меняет своё мнение, говоря, что она предала его и вообще ничем не помогала. Он решает убить её и сбрасывает вместе с модулем GLaDOS, который теперь работает от картофельной батарейки, в шахту, однако обоим удаётся выжить.

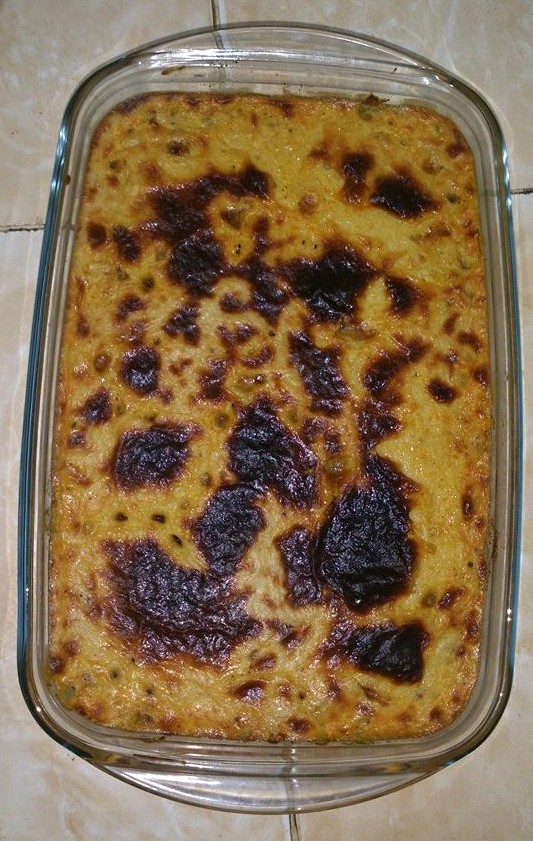
GLaDOS, работающая на картофельной батарейке

Беспомощную GLaDOS неожиданно утаскивает невесть откуда взявшаяся на такой глубине птица. Челл вскоре находит её, но GLaDOS настолько шокирована, что до конца игры будет вспоминать этот инцидент. GLaDOS уговаривает девушку взять её с собой, мотивируя это тем, что теперь они объединены против общего врага. С этого момента и почти до самого конца игры картофелина с GLaDOS будет помещена на устройство создания порталов.
Вынужденные действовать сообща, они проходят через многочисленные заброшенные помещения, показывающие весь исторический процесс формирования лаборатории от начала 1950-х и заканчивая 1980-ми. Всё это время их будет сопровождать записанный на плёнку голос основателя лаборатории Кейва Джонсона. Иногда в его беседу будет вклиниваться другой голос — его ассистентки Кэролайн. Постепенно GLaDOS узнаёт этот голос и «вспомнит», что её основополагающий модуль создан именно на основе Кэролайн, которой стареющий Джонсон доверил управление лабораторией.
Выбравшись наружу, Челл снова оказывается вовлечена в прохождение тестов, устроенное Уитли, однако теперь GLaDOS всячески помогает и подбадривает девушку. За время их отсутствия Уитли успел как следует разрушить лабораторию, и GLaDOS часто сокрушается по этому поводу. Видимо, лаборатория для неё крайне важна и дорога. Кроме того, GLaDOS предсказывает, что из-за природы Уитли и всех разрушений в лаборатории она может взорваться.
Пройдя почти все тесты, Челл встречается «лицом к лицу» с новым хозяином комплекса. Картофелина с GLaDOS помещается в контрольный пульт, а сама девушка берёт на себя открытую борьбу с суперкомпьютером. В ходе схватки Челл одолевает Уитли, открыв портал на Луне, и едва сама не погибает, однако GLaDOS спасает её. Вновь взяв под свой контроль лабораторию, GLaDOS наводит в ней порядок и благодарит Челл за помощь, говоря, что ошибалась, считая её своим врагом, и теперь называет её своим единственным другом. Однако она почти сразу же удаляет Кэролайн из своей системы, что возвращает её прежний характер. Но, вопреки худшим ожиданиям, GLaDOS признаёт, что легче отпустить Челл, чем убить, и выпускает девушку из комплекса.
После событий игры, она запускает программу совместных испытаний, в которой участвуют два робота: Атлас и Пи-боди. Ими управляют игроки в кооперативном режиме.

### Другое
В игре Poker Night 2 GLaDOS появляется как дилер в покере.
В игре Cyberpunk 2077, в линейке квестов «Реинтеграция», голосом GLaDOS разговаривает одно из пропавших такси Деламена, упоминая, так же, тесты и торт.
В YouTube-ролике NOTGLaDOS: Electromagnetic Spectrum The Musical и NOTGLaDOS: Fusion vs. Fission как ИИ-ассистент.

## Создание персонажа
Идея введения GLaDOS в игру как персонажа, отличающегося своеобразным обаянием и чёрным юмором возникла, когда разработчики Portal пришли к выводу, что игра, при всём её необычном геймплее, не выглядит настолько яркой и не отличается большой индивидуальностью, как они того хотели. Сценаристом игры Эриком Уолпоу было рассмотрено множество разных вариантов GLaDOS, пока не был принят окончательный образ персонажа как робота-злодея. «Вы ликуете, когда решаете головоломку, улыбаетесь, затем приостанавливаетесь, чтобы расслышать её речь, смеётесь и заходите в лифт.» (Ким Свифт, ведущий дизайнер Portal).
GLaDOS была озвучена Эллен Маклейн (англ. Ellen McLain) — оперной певицей из Нэшвилла (столицы штата Теннесси, США). Эллен уже занималась озвучиванием нескольких персонажей из игр компании Valve: её голосом произносятся объявления диспетчера Альянса в Half-Life 2 и её продолжениях и комментатора в сетевом шутере Team Fortress 2 (таким образом, её голос можно услышать во всех продуктах набора The Orange Box). В конце игры Portal Эллен исполняет песню GLaDOS для финальных титров под названием «Still Alive». С выходом Portal 2 исполняет песню «Want you Gone».
Голос GLaDOS создавался в несколько этапов. Сначала каждую реплику прогоняли через программу, преобразующую текст в звук. Затем этот файл давали прослушать Эллен Маклейн. Она воспроизводила его как можно более похоже, а затем делала несколько дублей, вычищая слова, которые в компьютерной версии звучали неразборчиво. После этого обрабатывался весь звук, чтобы придать ему компьютерные интонации.

## Отзывы о персонаже
- GLaDOS заняла первое место в рейтинге 100 лучших злодеев компьютерных игр, составленном порталом IGN[15].
- В 2007 году GameSpot наградил GLaDOS званием лучшего нового персонажа[16].
- Журнал GamePro в 2007 году назвал персонажа самым запоминающимся злодеем[17].
- Журнал Official Xbox Magazine наградил GLaDOS как Лучший новый персонаж[18].
- GameSpy признал GLaDOS лучшим персонажем[19].
- Журнал Empire поставил GLaDOS на 12 место в списке 50 величайших персонажей компьютерных игр[20].

## Влияние
Эллен Маклейн пригласили озвучивать искусственный интеллект в фильме «Тихоокеанский рубеж» из-за того, что создателей фильма впечатлила работа актрисы над GLaDOS.

## Пародии
GLaDOS стала одним из главных персонажей пародийного  клипа «Count to Three» группы The Chalkeaters, повествующего о студии Valve и её генеральном директоре Гейбе Ньюэлле. В работе над клипом приняла участие  Эллен Маклейн. Актриса прокомментировала, что была рада вернуться к роли в фанатском проекте. Разрешение Маклейн исполнить роль  GLaDOS дал Гейб Ньюэлл.